# Івахненко Лідія Яківна
Лідія Яківна Івахненко (5 квітня 1929, Полтава — 11 лютого 2019, Київ) — український мистецтвознавець, журналіст, музичний педагог. Член Національної спілки композиторів України (2001), Національної всеукраїнської музичної спілки України.

## Життєпис
Навчалася в музичній школі, музичному училищі в м. Полтаві по класу фортепіано у педагога Л. Важеніна.
В роки Німецько-радянської війни брала участь у концертних бригадах по обслуговуванню військових частин, шпиталів, підприємств.
У 1951 закінчила Київську державну консерваторію ім. П. І. Чайковського по класу професора, композитора Пилипа Козицького (спеціалізація «Українська музика»). Одночасно навчалась на фортепіанному відділенні (клас доцента Б. Міліча).
В 1955 закінчила філософський факультет Київського університету.
Ще студенткою Київської консерваторії викладала історію української музики в київській музичній школі № 3, в Київському музучилищі ім. Р. Гліера, Київському педагогічному інституті ім. М. Драгоманова.
Від 1949 (з перервою) працювала викладачем у дитячих музичних школах Києва: № 4 (1949—1952), № 3 (1955—1970, також заступником директора), № 15 (1970—1973), № 22 (1973—1979).
У 1952—1955 — викладач Музичного училища, 1979—1984 — ПТУ № 8 у Києві.

## Музикознавство і журналістика
Виступає в пресі від 1956 як музикознавець у журналах «Музика», «Посвіт», «Родовід», газетах «Зоря Полтавщини», «Українська музична газета», «Урядовий кур'єр», «Вечірній Київ», «Хрещатик» та інших.
Тематика публікацій — сфера українського музикознавства, історія розвитку української культури, зокрема мистецької освіти воїнів армії і флоту, Чимало публікацій присвячено видатним діячам українського музичного мистецтва: М. Лисенко, Л. Ревуцький, В. Косенко, О. Білаш, Георгій і Платон Майбороди, В. Кирейко, О. Щепот'єв, А. Коломієць, В. Шаповаленко, О. Чухрай, М. Фісун, Б. Кабачок, К. Мясков, Д. Яворницький, Р. Верещагін, О. Пікульський та інші, всього понад 200 імен видатних діячів музичного мистецтва.
Авторка низки передач про українських митців на радіо і телебаченні;
Авторка статей до енциклопедичного довідника «Полтавщина» (1992);
Авторка книги «Анатолій Коломієць: Творчий портрет» (2002).
Упорядник «Хрестоматії з української музичної літератури для ДМШ. 4–5 кл.» (1982), Упорядник книг «Бандуристе, орле сизий: Віночок спогадів про В. Кабачка» (1995, у співавторстві), «В світі чарівної музики» (2007).
Склала книгу про історію Полтавського музичного училища ім. М.Лисенка
Видала збірник публікацій «Сторінки військових біографій» про визначних героїв та ветеранів Великої Вітчизняної війни 1941—1945 рр.

## Громадська діяльність
Як член художньої Ради музею «Музична Полтавщина» домоглася поповнення музею експонатами — творами видатних композиторів-полтавчан: Г. Майбороди, Л. Ревуцького, К. Мяскова, В. Шаповаленка, О. Білаша, В. Кабачка, А. Коломійця.
Довгі роки була членом товариства «Знання», виступала з доповідями про музичне мистецтво України і його кращих представників. Брала участь у республіканських та обласних конференціях різноманітної тематики — річниці відомих митців, естетичне виховання тощо, що проходили в Києві, Полтаві, Ужгороді та інших містах України.
Член Національної спілки композиторів України. Член Всеукраїнської музичної спілки (1993). Ветеран Великої Вітчизняної війни І94І-І945 рр. Ветеран праці. Позапартійна.

## Відзнаки
Відзнака Президента України — «Захиснику Вітчизни», медалі «В пам'ять 1500-річчя Києва», «Ветеран праці», «50 років Перемоги у Великій Вітчизняній війні І94І-45 рр.», «За доблестный труд в Великой Отечественной войне І94І-І945 гг.», «60 років Перемоги у Великій Вітчизняній війні І94І-І945 рр.».